# Koninkrijk Imerina
Het Koninkrijk Imerina (Malagassisch: Fanjakan'Imerina) was een koninkrijk van de Merina en had in de 19e eeuw vrijwel heel Madagaskar onder zijn heerschappij. Het koninkrijk werd omstreeks 1540 gesticht in Alasora (15 kilometer ten noordoosten van Antananarivo, de hoofdstad van Madagaskar) door Andriamanelo. Deze eerste Merina-koning was ook de stichter van de dynastie, die tot de inname van Madagaskar in 1897 door Frankrijk voortduurde. Koning Radama I veroverde het grootste deel van het eiland en inviteerde Britse missionarissen om er scholen te stichten. Hierdoor leerden een groot aantal Malagassiërs lezen en schrijven, zodat veel overleveringen betreft de geschiedenis van het Malagassische volk op schrift konden worden gesteld. Hij sloot bovendien het Anglo-Merinaverdrag met Groot-Brittannië, waarop het koninkrijk voortaan het Koninkrijk Madagaskar werd genoemd. In 1882 bezag Frankrijk het koninkrijk als een Frans protectoraat.

## Beginjaren
De geschiedenis van de Merina begint tussen de 1e en de 3e eeuw, wanneer Dajaks uit Borneo en andere Zuidoost-Aziaten op Madagaskar voet aan wal zetten. Deze eerste immigranten van Madagaskar trokken de dichtbeboste binnenlanden in, wat hen in Malagassische overleveringen de naam Vazimba opleverde, wat 'mensen uit het bos' betekent. Er heerste veel verdeeldheid en uiteindelijk splitsten de Vazimba zich op in diverse groepen, namelijk de Hova en de volken die tegenwoordig de Bara, de Betsileo, de Bezanozano, de Sihanaka en de Tsimihety genoemd worden.

### Andrianerinerina
De Merina kennen meerdere legendes over het ontstaan van hun koninkrijk. Een bekende legende noemt Andrianerinerina als de stamvader, hij zou een incarnatie zijn van Andriamanitra, de zoon van de Malagassische god Zanahary ('De Hoge God'). In zijn aardse hoedanigheid koos Andrianerinerina Nerinerina als zijn woonplaats, een gebied gelegen op de berg Angavokely. Zijn woonplaats werd omringd door dorpen van de Vazimba, de eerste bewoners van Madagaskar. Andrianerinerina hield zich hier onder andere bezig met schapen hoeden en de Vazimba werd verboden om zijn schapen te koken en het vlees aan Andrianerinerina voor te zetten. Toch slachtte een van de Vazimba een schaap en bereidde het voor Andrianerinerina. Door het eten van het schapenvlees werd Andrianerinerina de toegang tot de hemel ontzegd. Woedend gaf Zanahary de Vazimba een keuze: Andrianerinerina als hun heerser of de dood. De Vazimba kozen het eerste, waarop Zanahary een van zijn dochters naar Andrianerinerina stuurde om haar te huwen en de koninklijke dynastie te stichten.

### De Hova en de Vazimba
De werkelijkheid was uiteraard heel anders. Op zoek naar een geschiktere plek om rijstvelden aan te leggen, trokken de Hova in de 15e eeuw vanuit het zuidoosten de centrale hooglanden in. De Hova vestigden zich in het gebied rond de huidige hoofdstad Antananarivo en bouwden er dorpen op de talrijke heuvels. Zij waren echter niet de eerste hier, andere Vazimba hadden zich hier eerder gevestigd in eenvoudige dorpen die geregeerd werden door lokale monarchen. Vele generaties lang leefden de Hova en de Vazimba in vrede met elkaar. Er werden veel huwelijken onderling gesloten, maar een hiervan zou catastrofale gevolgen hebben voor de onderlinge vrede.

## Imerina

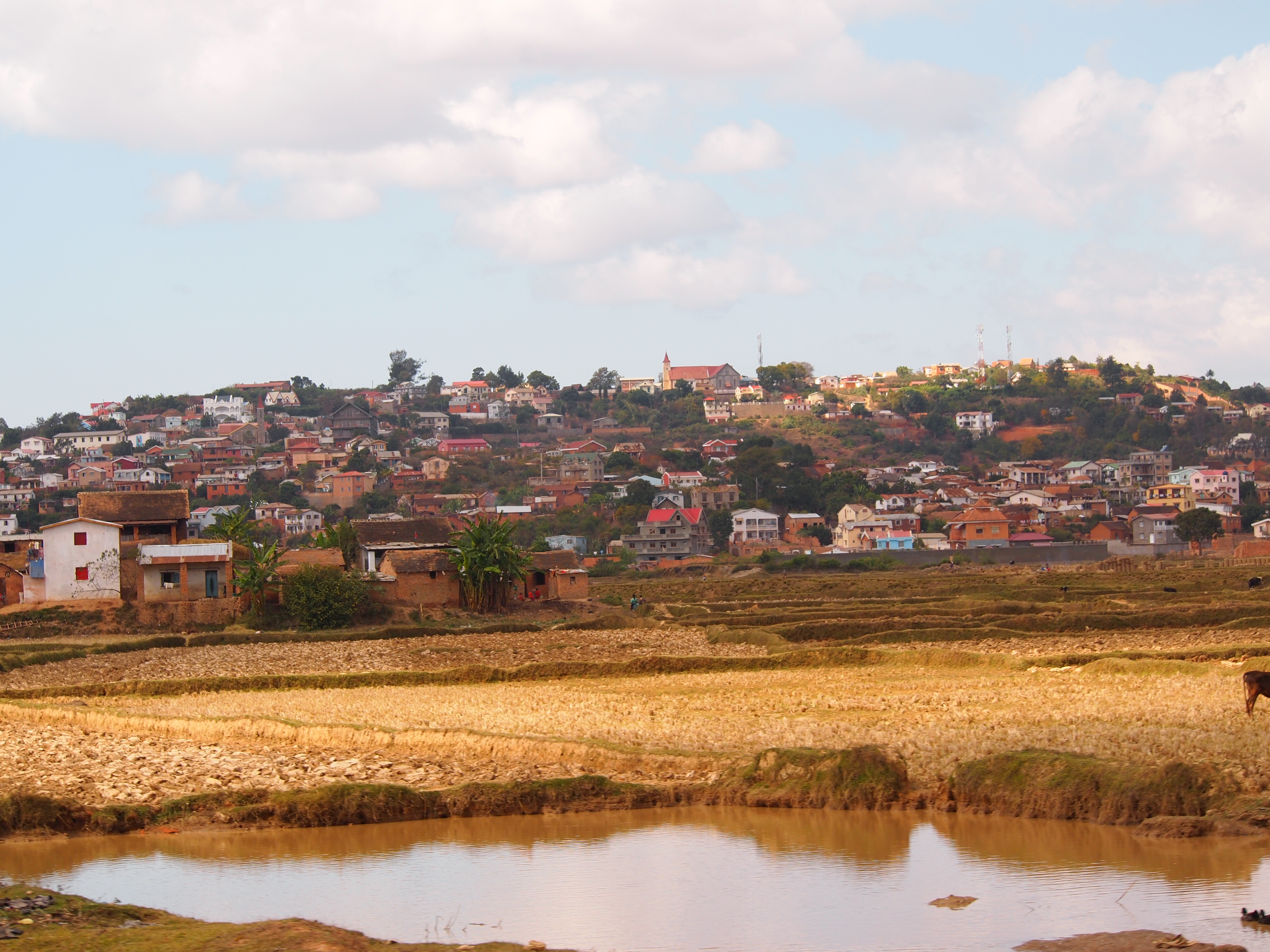
Andriamanelo stichtte het Koninkrijk Imerina in Alasora

Manelobe was een Hova die vermoedelijk zijn wortels had in het volk van de Zafiraminia uit Anosy. Hij trouwde een Vazimba-koningin, volgens de overleveringen was dit Rangita (ook Rangitamanjakatrimovavy genoemd, regeringsperiode ca. 1520-1530) of haar dochter Rafohy (regeringsperiode ca. 1530-1540). Rangita of Rafohy kreeg uit twee huwelijken drie kinderen en de oudste zoon Andriamanelo werd door de Koningin aangewezen als haar troonopvolger. Andriamanelo vestigde zich in het dorp Alasora en stichtte hier in 1540 zijn Koninkrijk. Hij leidde een reeks militaire veldtochten tegen de Vazimba en diegenen die zich niet aan zijn heerschappij wilden onderwerpen, verdreef hij naar het westen van het eiland. Andriamanelo breidde het koninkrijk rond Alasora steeds verder uit. Om het nieuw verworven gebied te verdedigen tegen de omliggende volkeren, liet Andriamanelo versterkte dorpen en rova's bouwen, versterkte koninklijke vestingen die later model zouden staan voor vele latere rova's die gebouwd zouden worden.
Tijdens Andriamanelo's regering werd een nieuw kastenstelsel geïntroduceerd, die drie kasten kende. Terwijl hova aanvankelijk de benaming was voor de nieuwe inwoners van de hooglanden, werd de naam nu gebruikt voor de kaste van de vrije mensen. Boven de hova stonden de andriana (edelen), zij waren de bewoners van de rova's. Veel latere Imerina-koningen namen de term andriana in hun zelfgekozen naam op. De andevo (lijfeigenen) waren krijgsgevangenen of slaven en behoorden tot de laagste kaste.

### Het koninkrijk breidt zich uit
Andriamanelo's zoon Ralambo volgde zijn vader op omstreeks het jaar 1575. Hij was degene die het koninkrijk de naam Imerina gaf: 'het land waarvan men ver kan zien'. Ralambo verdedigde succesvol zijn koninkrijk tegen een inval van de Betsimisaraka. Hoewel er soms conflicten voorkwamen tussen de Merina en hun machtige Sakalava-buren, waren de onderlinge betrekkingen over het algemeen vredig en er bloeide een florerende handel tussen deze beide volken, alsook met de andere kustbewoners van het eiland. Ralambo vorderde hoofdgeld van zijn onderdanen en kon zo een machtig leger bouwen. Dit leger voorzag hij vervolgens van geweren, de eerste op Madagaskar.

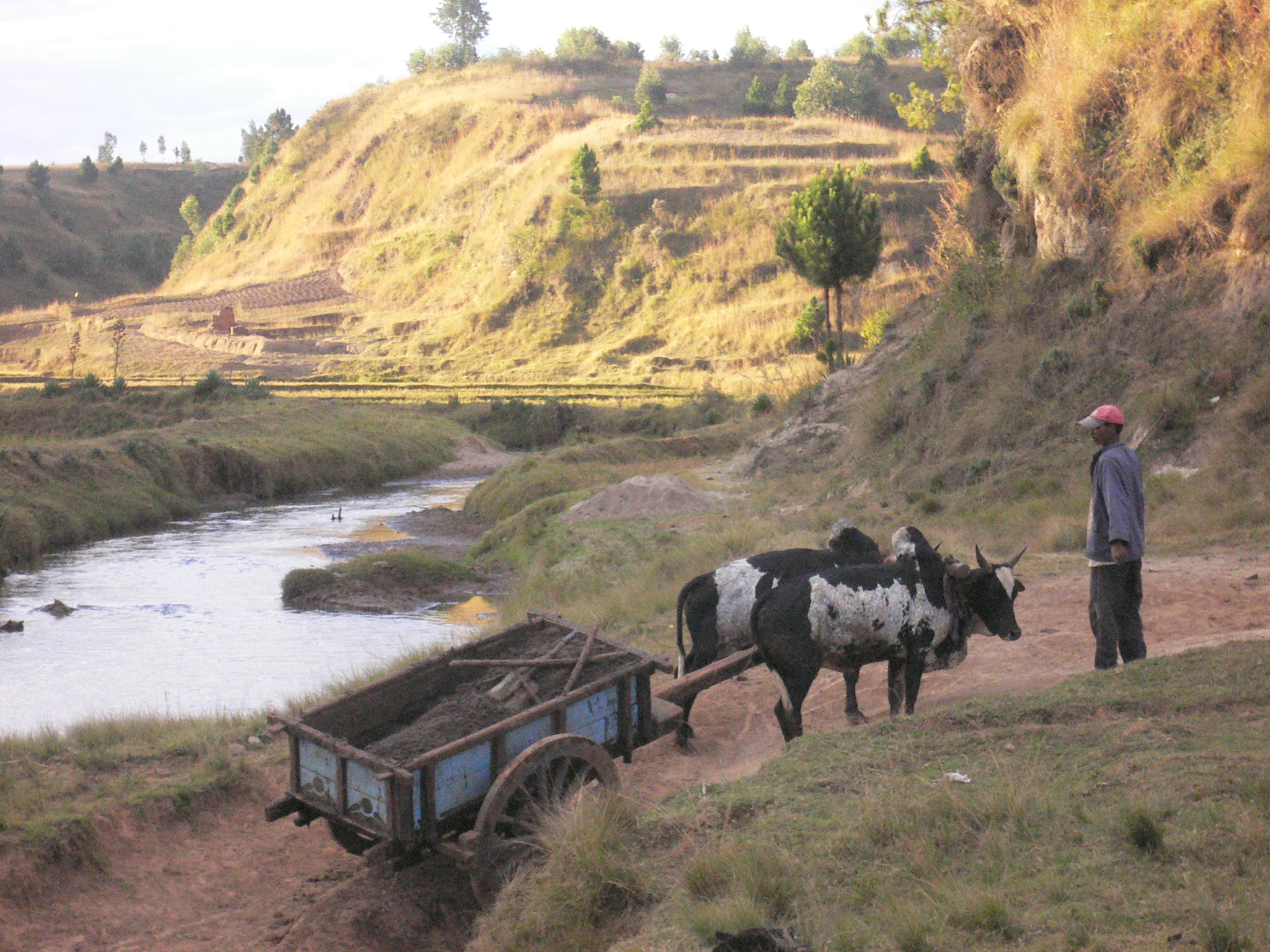
Volgens legendes werden de zeboes in de hooglanden onder Ralambo's regering gedomesticeerd.

Het koninklijke leger nam dankzij Ralambo's hulp het gehele centrale plateau van Madagaskar in en de Merina begonnen op Ralambo's initiatief in heel het gebied de polders droog te leggen voor hun rijstvelden. Volgens de Malagassische overleveringen kreeg Ralambo het idee om de talrijke wilde zeboes te domesticeren die op de hooglanden graasden. Ralambo liet ze in stallen plaatsen die hij naar verluidt zelf ontworpen zou hebben. Ook wordt aan Ralambo de invoering van een aantal traditionele gebruiken toegeschreven, zoals de Fandroana, oftewel het Festival van het 'Koninklijk Bad', een feest waarbij grote hoeveelheden zeboevlees werd gegeten. Toen Ralambo in 1612 stierf, had hij dankzij zijn overwinningen en zijn vele innovaties een legendarische status verworven en nog steeds speelt zijn leven een grote rol in Malagassische vertellingen.

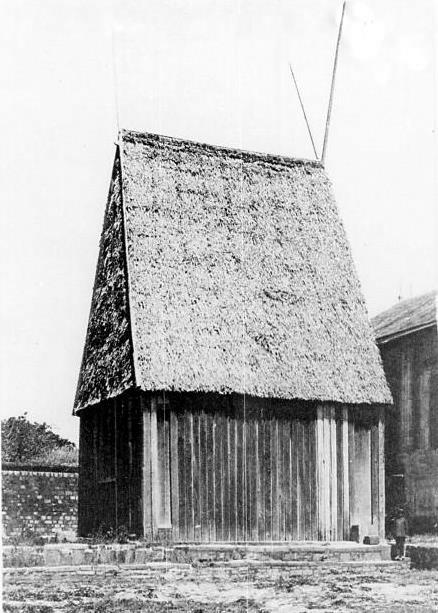
Besakana was Andrianjaka's woning in de Rova van Antananarivo. Anderhalve eeuw later werd het gebouw opnieuw bewoond door Andrianampoinimerina

Ralambo's zoon en troonopvolger Andrianjaka (regeringsperiode 1612-1630) bleef het koninklijke leger royaal voorzien van geweren en munitie en dankzij dit machtige leger consolideerde hij zijn macht over het koninkrijk. Onder zijn leiding nam het koninklijke leger de laatste Vazimba-vesting in op de heuvel van Analamanga. Hier liet Andrianjaka de Rova van Antananarivo bouwen, wat later zou uitgroeien tot de nieuwe hoofdstad van Imerina. Tijdens de regering van Andrianjaka's zoon Andriantsitakatrandriana (regeringsperiode ca. 1630-1650) en kleinzoon Andriantsimitoviaminandriandehibe (regeringsperiode ca. 1650-1670) werden dijken rond Antananarivo gebouwd om de vele moerassen rond de hoofdstad te transformeren tot vruchtbare grond, opdat nog meer rijstvelden aangelegd konden worden.

### Uiteenvallen van het koninkrijk
Onder het wanbestuur van Andrianjaka Razakatsitakatrandriana (regeringsperiode ca. 1670-1675), de zoon van Andriantsimitoviaminandriandehibe, begonnen er onrusten in Imerina, die voortduurde tijdens de regering van zijn oudere broer en troonopvolger Andriamasinavalona (regeringsperiode 1675–1710). Uiteindelijk besloot Andriamasinavalona in 1710 om het Merina-koninkrijk in vier koninkrijken op te splitsen en aan vier favoriete zoons onder te verdelen:
- Koninkrijk Ambohidratrimo, het westelijke koninkrijk, ging naar Andrianjakanavalonamandimby, Andriamasinavalona's oudste zoon;
- Koninkrijk Antananarivo, het zuidelijke koninkrijk, ging naar Andriantomponimerina;
- Koninkrijk Avaradrano met Ambohimanga als hoofdstad, ging naar Andriantsimitoviaminiandriana Andriandrazaka, de voortzetter van de dynastie;
- Koninkrijk Ambohidrabiby ging naar Adrianmanotronavalonimerina.[2]

Tijdens zijn regering versloeg Andriantsimitoviaminiandriana Andriandrazaka (regeringsperiode ca. 1710-1730) zijn broer Adrianmanotronavalonimerina en voegde het naburig Koninkrijk Ambohidrabiby toe aan zijn eigen koninkrijk. Tussen de overgebleven drie koninkrijken bleef gedurende de 18e eeuw veel wrijvingen bestaan.

### Vereniging onder Andrianampoinimerina

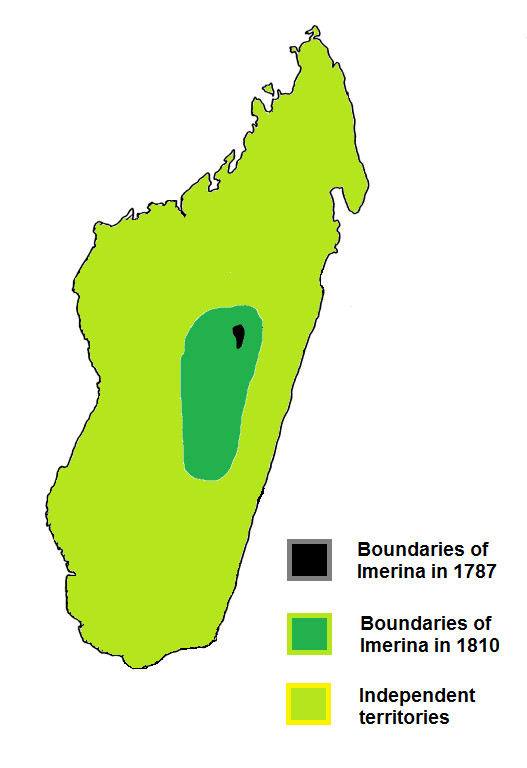
Uitbreiding Imerina door Andrianampoinimerina

Prins Ramboasalama van het Koninkrijk Ambohimanga slaagde erin om de versplinterde koninkrijken weer te verenigen in 1780. Bovendien versloeg hij zijn oom, Koning Andrianjafy (regeringsperiode ca. 1770–1787), en volgde hem in 1787 op onder de naam Andrianampoinimerinandriantsimitoviaminandriampanjaka, meestal afgekort als Andrianampoinimerina. Tijdens zijn regering maakte hij plannen om heel Madagaskar tot zijn koninkrijk te maken. Onder leiding van zijn zoon Ilaidama werden legers over heel het centrale plateau van Madagaskar gestuurd om de macht van het verenigde koninkrijk te consolideren en Imerina uit te breiden.

## Koninkrijk Madagaskar

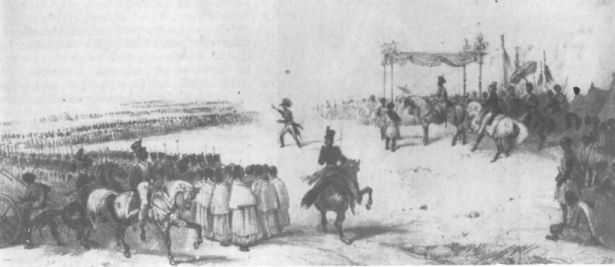
Radama I inspecteert zijn leger in 1825

Toen Ilaidama zijn vader in 1810 als koning opvolgde als Radama I, kwamen veel koninkrijken in opstand in een poging om onder de onderdrukking van de Merina te komen. Radama I kwam snel in actie en wist in korte tijd de opstanden te onderdrukken. Hij nam bezit van de belangrijkste rivieren in Madagaskar en breidde het Koninkrijk Imerina verder uit, tot het ongeveer een derde van het eiland besloeg. In 1817 sloot Radama I het Anglo-Merinaverdrag met de Britse gouverneur van Mauritius. In ruil voor gunstige handelsvoorwaarden leverde Groot-Brittannië militaire en financiële steun aan Radama. Na het sluiten van dit verdrag werd Imerina door Groot-Brittannië voortaan erkend als een onafhankelijke staat onder de Merina-heerschappij en werd het voortaan het Koninkrijk Madagaskar genoemd. Met de steun van Engeland versloeg Radama I de drie machtigste volken na de Merina, namelijk de Betsileo, de Betsimisaraka en de Sakalava.
Radama I was een voorstander van modernisering en stond open voor de westerse cultuur en religie. Hij voerde een groot aantal hervormingen naar Europees model in en nodigde missionarissen van de London Missionary Society uit om in Madagaskar scholen te stichten. De missionarissen David Griffiths en David Jones ontwikkelden een Latijns alfabet voor de Malagassische taal en leerden een groot aantal Malagassiërs lezen en schrijven. Dit had als gevolg dat veel Merina zich toelegden op het schrijven van literatuur en verhandelingen over de Imerina-geschiedenis. De missionarissen vertaalden ook de Bijbel in het Malagassisch en lieten protestante kerken bouwen in Imerina. Hoewel Radama en zijn hof bleven vasthouden aan hun eigen traditionele religie, bekeerden veel Malagassiërs zich tot het protestantisme.

### De grenzen sluiten
Radama's belangrijkste vrouw Ranavalona I volgde Radama I na zijn dood in 1828 op. Zij had een afschuw gekregen van de westerse cultuur en het christendom en wilde Madagaskar weer isoleren van de buitenwereld. Gesteund door haar ministers sloot de koningin de grenzen voor vrijwel alle Europeanen en verbood het christendom op 1 maart 1835. Veel bekeerde Malagassiërs en missionarissen werden gedood of verjaagd.

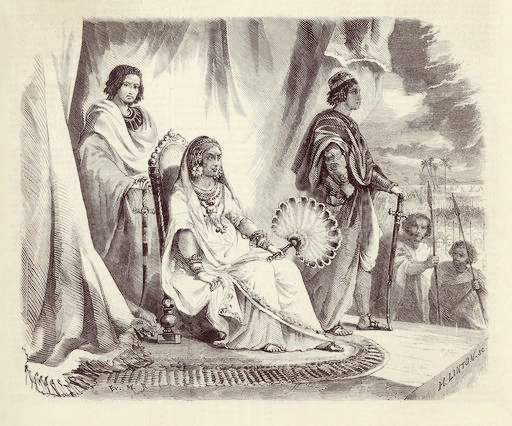
Ranavalona I en haar zoon, Prins Rakoto, die haar later opvolgde als Koning Radama II

Haar zoon, Prins Rakoto, was het niet eens met het beleid van zijn moeder. De prins en zijn volgelingen vormden een oppositie die voor een terugkeer van de Europeanen en een vrijheid van godsdienst was. Naar verluidt sloot Prins Rakoto in 1855 het Lambert-charter met de Franse ondernemer Joseph-François Lambert dat van kracht zou worden zodra de prins zijn moeder op zou volgen. In dit verdrag werd onder andere bepaald dat buitenlanders grond konden verwerven in Madagaskar, iets wat later verstrekkende gevolgen voor het eiland zou hebben. Het isolement van Madagaskar bleef echter voortduren tot Ranavalona's dood in 1861.

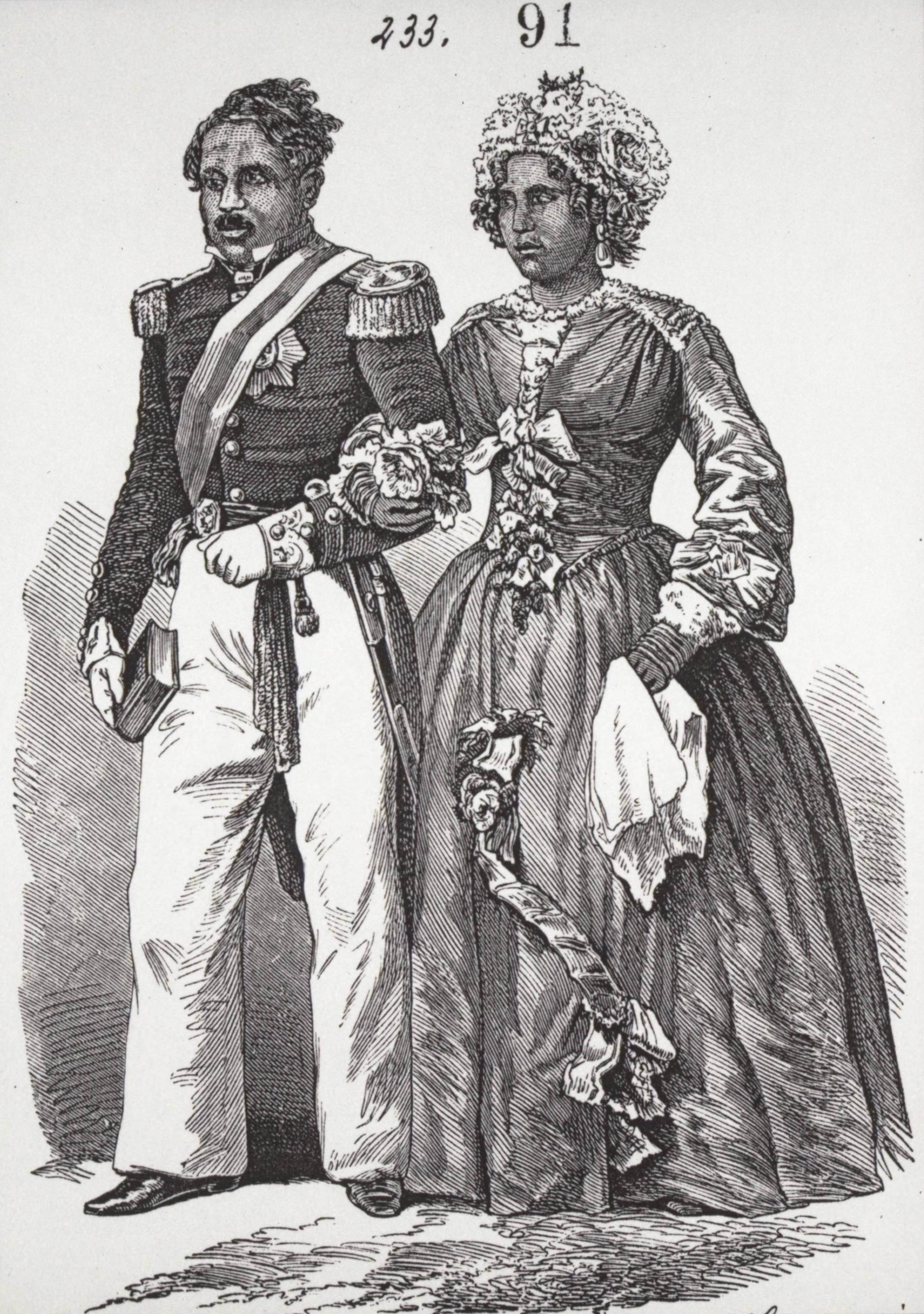
Radama II met zijn vrouw Rabodo, die hem na zijn dood op zou volgen als Rasoherina

### De grenzen gaan weer open
Prins Rakoto besteeg de troon onder de naam Radama II en blies de plannen van Radama I weer nieuw leven in. De godsdienstvrijheid werd weer ingevoerd, de grenzen van Madagaskar gingen weer open en Radama II maakte Lambert Hertog van Imerina. Dit soort drastische veranderingen gingen vaak tegen het advies van Radama's ministers in, die zich uiteindelijk tegen hem keerden. In een coup geleid door premier Rainivoninahitriniony werd Radama II op 12 mei 1863 gewurgd.
Radama's vrouw Rabodo besteeg de troon als Rasoherina. Voor de kroning plaatsvond moest ze akkoord gaan met een aantal voorwaarden, bepaald door premier Rainivoninahitriniony en de overige ministers. Zo moest er bijvoorbeeld een wet worden ingevoerd waarin werd bepaald dat de hova (burgers), vertegenwoordigd door de premier, inspraak hadden in de wijze waarop het land bestuurd werd. De moderniseringen in Madagaskar bleven doorgang vinden tijdens de regering van Rasoherina. Naar Europees model had het ministerie nu een grote inspraak gekregen en hiermee was de periode van autonome monarchie definitief beëindigd. Westerse landen vestigden ambassades in Madagaskar en kochten er land, iets wat volgens de traditionele tradities fady (taboe) was, aangezien het eiland Madagaskar eigendom zou zijn van de razana, oftewel de geesten van overleden voorouders.
De verwestersing van Madagaskar bereikte een hoogtepunt tijdens de regering van Rasoherina's nicht en troonopvolger, koningin Ranavalona II (regeringsperiode 1868-1883). Net als Rasoherina was Ranavalona II ook een weduwe van Radama II en zij wilde zijn plannen om het koninkrijk te moderniseren voortzetten. Ranavalona II liet alle sampy's (koninklijke amuletten) openbaar verbranden en maakte in 1869 het protestantisme tot de officiële religie van Madagaskar.

### Frans protectoraat

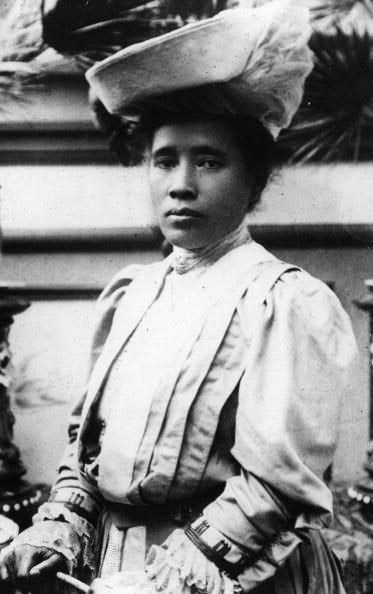
Ranavalona III tijdens haar ballingschap in Algerije

Frankrijk bemoeide zich ondertussen steeds meer met de wijze waarop de Merina het land bestuurden. In 1882 verklaarde Frankrijk Madagaskar tot Frans protectoraat en rechtvaardigde deze claim op grond van het Lambert-Charter. Ranavalona II weigerde het protectoraat te erkennen, waarop Frankrijk in 1883 de eerste expeditie naar Madagaskar stuurde, waarbij soldaten een aantal havens van Madagaskar innamen. Na de dood van Ranavalona II werd Prinses Razafindrahety in 1883 uitgekozen als troonopvolger, onder de naam Ranavalona III. Frankrijk eiste in 1894 echter dat zij weer zou aftreden. De koningin weigerde, waarop Frankrijk Madagaskar de oorlog verklaarde. Madagaskar werd op 30 september 1895 ingenomen en werd in 1897 een kolonie van Frankrijk onder de naam Frans-Madagaskar. Ranavalona III werd op 27 februari 1897 verbannen uit Madagaskar, aanvankelijk naar het eiland Réunion, later naar Algerije. Ranavalona III, de laatste Imerina-monarch, stierf in haar villa in Algerije op 23 mei 1917.